# Массиллон (Огайо)
Массиллон (англ.  Massillon) — город в округе Старк в штате Огайо США.

## Описание
Находится в северо-восточном Огайо, в 8 милях (13 км) к западу от Кантона, на реке Таскаровас. Основанный (1811 г.) выходцами из Новой Англии, он развился из двух деревень под названием Кендал и Брукфилд и был назван (1826 г.) Джеймсом Дунканом в честь епископа  Жана-Батиста Масийона, проповедника и писателя при французском дворе Людовика XIV. Канал Огайо-энд-Эри (открытый от Акрона до Массиллона в 1828 году) привел к раннему развитию общины как крупного центра по перевозке пшеницы. В Массиллоне была сильная община квакеров, и с 1820-х годов он был остановкой на Подземной железной дороге.

## Население
| 2010   | 2020    |
| ------ | ------- |
| 32 149 | ↘32 146 |